# 라파엘로의 방
라파엘로의 방은 바티칸 궁전에 있는 라파엘로의 작업장이자 그의 프레스코화가 있는 방이다.
콘스탄티누스 홀, 엘리오두루스의 방, 세냐투라(서명)의 방, 보르고의 화재의 방으로 구성되어 있다. 잘 알려진 작품으로는 《아테네 학당》이 있다.

## 콘스탄티누스 홀

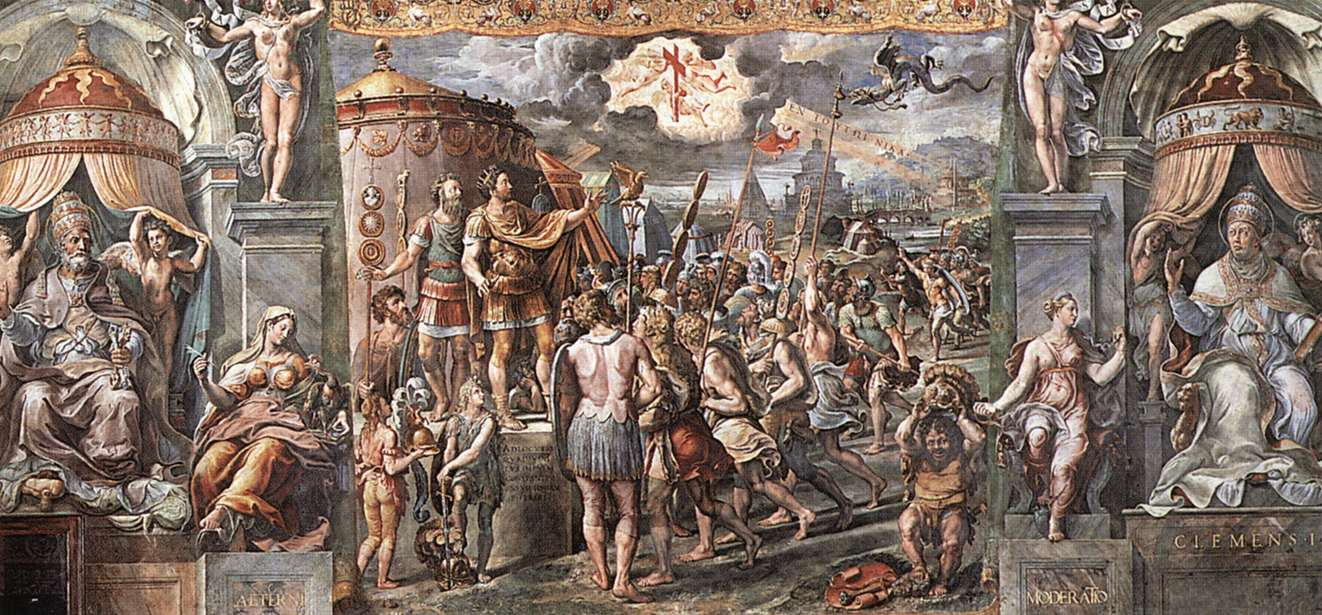
십자가의 환시

## 세냐투라(서명)의 방

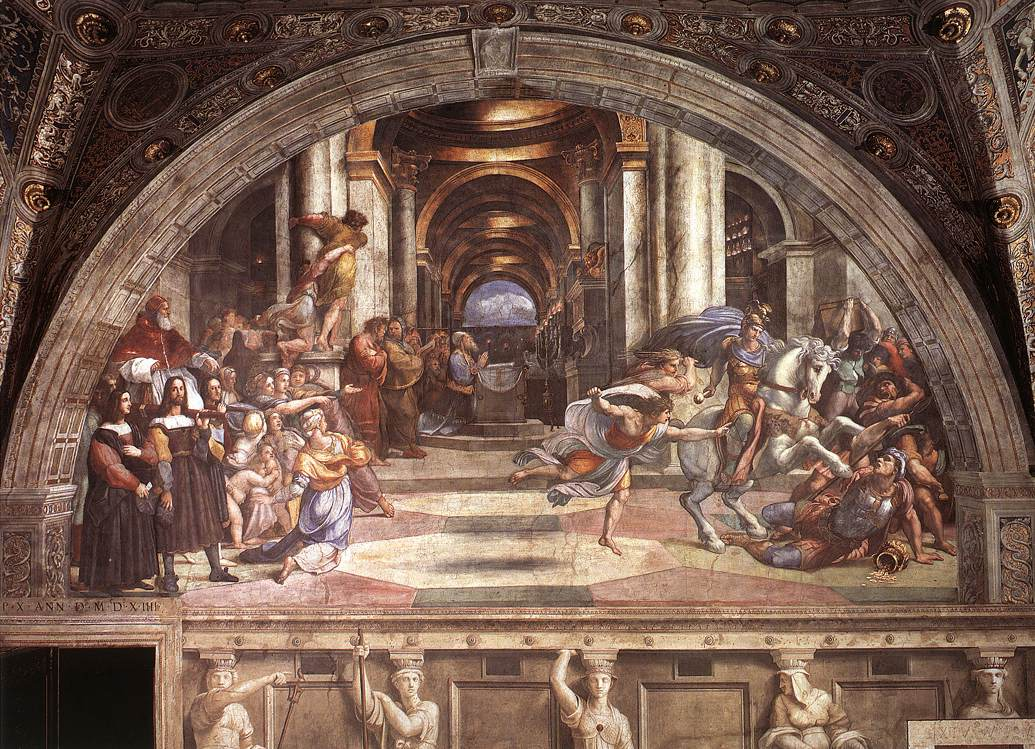
신전에서 추방당하는 엘리오두르스

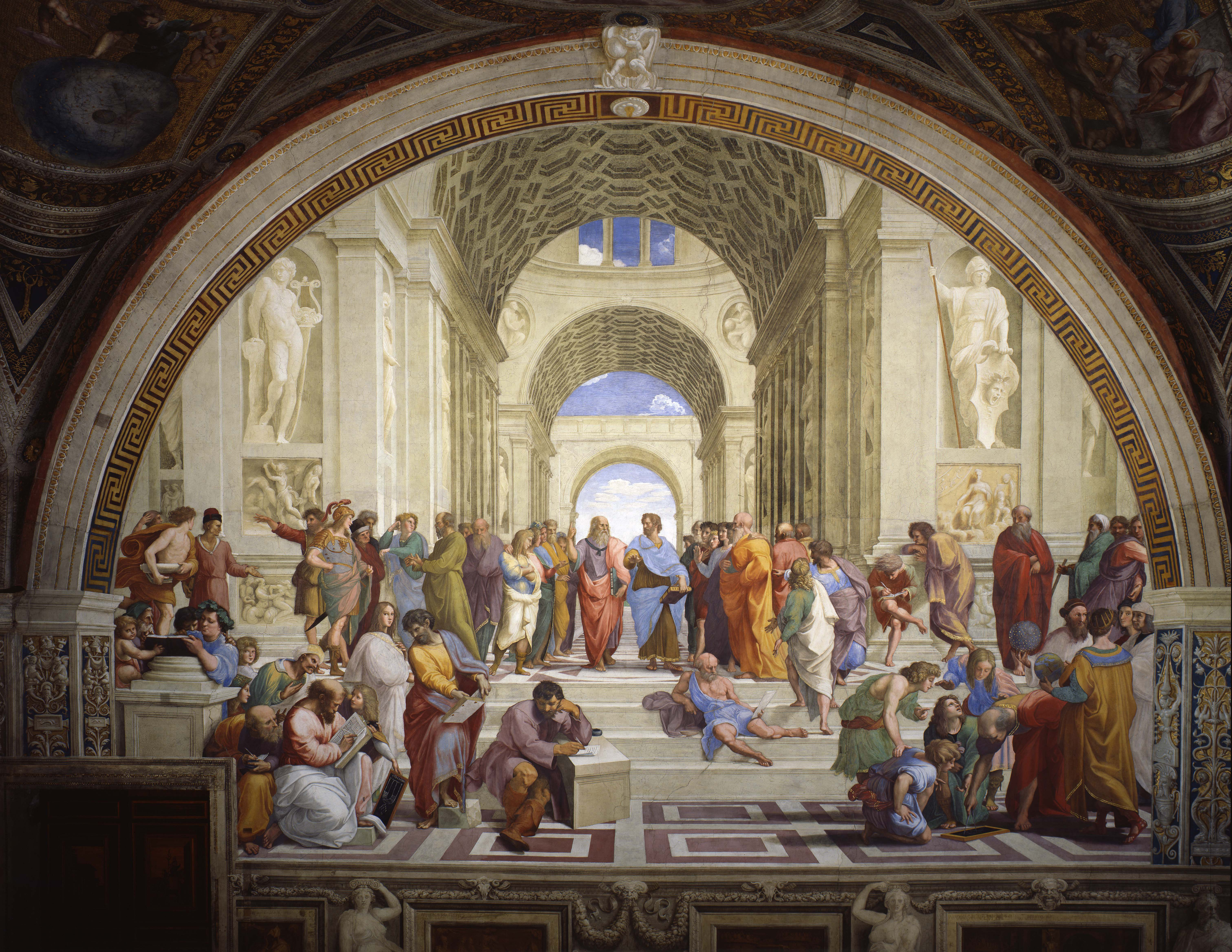
《아테네 학당》

라파엘로의 《아테네 학당》 그림은 종교와 철학의 화해, 고대 그리고 교회와 기독교와 국가의 화해를 보여준다. 교회는 삼위일체 및 사도들과 교황들을 통해 대표되며, 철학은 세 명의 철학자와 청중을 통해 대표된다. 여기에 등장하는 인물들에 대해서는 이론이 있으나 대략적으로 다음과 같이 해석된다:
아리스토텔레스는 현실주의자로 묘사되어 땅을 가리키고 있으며 플라톤은 이상주의자로 하늘을 가리키며 소크라테스는 손가락으로 자신의 주장들을 일일이 헤아리고 있다. 그리고 알키비아데스(혹은 알렉산드로스 대왕)는 그 말에 매료되어 듣고 있다. 뒷모습으로 지구의를 들고 있는 사람이 프톨레마이오스이고 턱수염에 별자리본을 들고 있는 사람이 자라투스트라이다. 소크라테스가 설명하는데 딴짓하는 파란 옷의 인물이 Aeschines, 무슨 책을 보고 있는 왼쪽 아래 사람이 피타고라스, 자라투스트라와 프톨레마이오스 아래로 컴퍼스를 들고 기하학을 가르치는 사람이 유클리드이다. 불편하게 앉아 책상에서 뭔가 쓰고 있는 것이 헤라클레이토스, 가운데에 누워 있는 사람이 디오게네스이다. 그리고 자라투스트라와 프톨레마이오스 오른쪽에 얼굴만 나오는 라파엘로 자신이 있는데, 자신이 이 위대한 사람들과 함께 한다는 것에 대한 자부심이 표현된 것이다.

## 보르고의 화재의 방

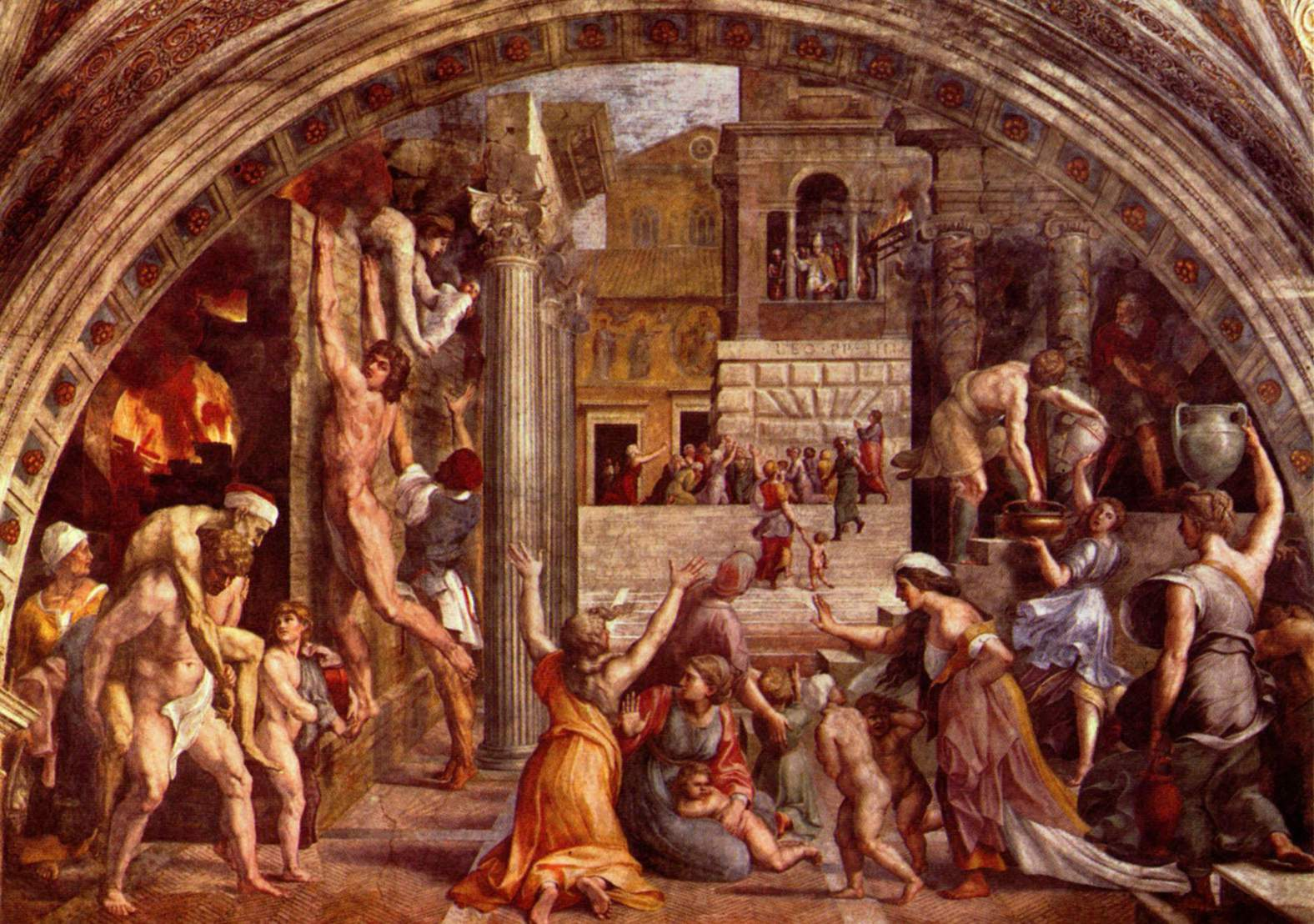
《보르고의 화재》